# Alan Kusov
Alan Tajmurazovič Kusov (in russo Алан Таймуразович Кусов?; Ordžonikidze, 11 agosto 1981) è un ex calciatore russo, di ruolo centrocampista.

## Biografia
Anche suo fratello Artur è un calciatore professionista.

## Carriera

### Club
Durante la sua carriera ha giocato con varie squadre di club, tra cui anche il CSKA Mosca, con cui conta 14 presenze.

### Nazionale
Conta una presenza con la Nazionale russa.

## Palmarès

### Club

#### Competizioni nazionali
- Campionato russo: 1

CSKA Mosca: 2003